# Кумэ, Масао
Масао Кумэ (яп. 久米 正雄 Кумэ Масао, 23 ноября 1891 — 1 марта 1952) — японский писатель, драматург, сценарист и автор хокку. Пик его литературной деятельности пришёлся на 1930-е годы.
Родился в городе Уэда, префектура Нагано, в семье школьного учителя, в 1897 году покончившего с собой, после чего семья переехала в Корияму. Хокку начал писать ещё в начальной школе, в 1914 году опубликовал свой первый сборник поэзии, но с 1916 года переключился в своём творчестве преимущественно на драматургию, в том же году опубликовал свой первый роман. Окончил литературный факультет Токийского императорского университета, после чего вступил в литературный кружок Акутагавы Рюноскэ и Кикути Кана, издававший литературный журнал 新思潮 («Новое течение мысли»). В 1923 году переехал из Токио в Камакуру, где прожил до конца жизни.
В 1933 году был арестован вместе с несколькими другими литераторами за участие в незаконных азартных играх. На протяжении конца 1920-х и 1930-х годов считался одним из самых известных и уважаемых писателей Японии, но из всего его творчества наибольшего успеха достигли небольшие рассказы. Большую часть жизни страдал от повышенного кровяного давления и умер от кровоизлияния в мозг. В Камакуре ему установлена бронзовая статуя.

## Произведения
- "Братья-фермеры", драма 1914 г.
- "Состязание в гребле" 1916 г.
- "Записки экзаменующегося" 1918 г.
- "Тигр" 1918 г.

## Фильмы по сценариям
- Ранчо Гигант (Makiba no kyôdai) 1923 г. Япония
- Два глаза (Soho яп. ソーホー) 1932 г. Япония 1 ч. 48 мин.
- Смерть с Луны (Tsuki yori no shisha), драма 1934 г. Япония 1 ч. 38 мин. и ремейк 1954 г. Япония 1 ч. 34 мин.
- Затмение (Kinkanshoku яп. 金環食) драма 1934 г. Япония 1 ч. 40 мин.
- (Byakuran no uta: zenpen: kôhen), по рассказу 1939 г. Япония 1 ч. 18 мин.
- (Utau yakyû kozô) 1951 г. Япония 1 ч. 24 мин.
- Светлячковая трава (Hotarugusa яп. 蛍草) 1954 г. Япония, 1 ч. 45 мин.